# 맥도널 더글러스 F-15E 스트라이크 이글
맥도넬 더글러스 F-15E 스트라이크 이글(영어: F-15E Strike Eagle)은 전선에서 적 후방의 지상 목표물을 타격할 수 있도록 설계된 미국의 전천후(all-weather) 전폭기이다. F-15의 개량형인 스트라이크 이글은 사막의 폭풍 작전에서 연합군 지상부대의 근접항공지원의 제공과 적 종심의 주요 목표물을 공습하면서 그 가치를 입증했다. 대한민국은 2006년 기준으로 F-15E를 개량한 보잉 F-15K 슬램 이글을 도입 완료했다. 싱가포르 공군은 2008년부터 12기의 F-15SG를 도입했다.

## 역사
1981년 3월, 미 공군은 F-111을 대체하기 위한 프로그램을 발표했다. 개념은 추가적인 호위기나 전자전기 없이 적종심타격을 할 수 있는 비행기였다. 제너럴 다이내믹스는 F-16XL을 제시했고, 맥도넬더글러스는 F-15의 개량형을 제시했다. F-15E의 최초 비행은 1986년 11월 11일에 있었다. 최초 양산 모델은 1988년 4월에, 애리조나 Luke 공군기지의 제405 전술훈련 비행단(405th Tactical Training Wing)에 인도되었으며, 1989년 10월 노스캐롤라이나의 Seymour Johnson 공군기지에서 최초의 스트라이크 이글 비행대대가 구성되어 실전 운용되기 시작했다. F-15E의 다른 버전은 이스라엘 (F-15I), 한국 (F-15K), 사우디아라비아 (F-15S), 싱가포르 (F-15SG)에서 운용되고 있다.
F-15E는 사막의 폭풍 작전에서 수천 번의 출격(소티)를 완수하며, 중심적인 역할을 다했다. 오직 3대만이 이라크에서 격추되었다. (2대는 사막의 폭풍, 1대는 이라크 자유)
F-15C/D형은 현재 F-22 랩터로 대체되고 있지만, F-15E형은 아직 대체 예정이 없다. 스트라이크 이글은 다른 F-15에 비해 더 최신이고 수명도 2배 이상이므로, 2020년대 중반, 혹은 그보다 더 오랫동안 현역에 있을 것이다. 미 공군은 현재 "지역 전폭기(regional bomber)"의 개념 연구를 하고 있는데, 스트라이크 이글처럼, 전폭기로 개량된 F-22가 만들어질 수도 있다.

## 특징

### 디자인 특성

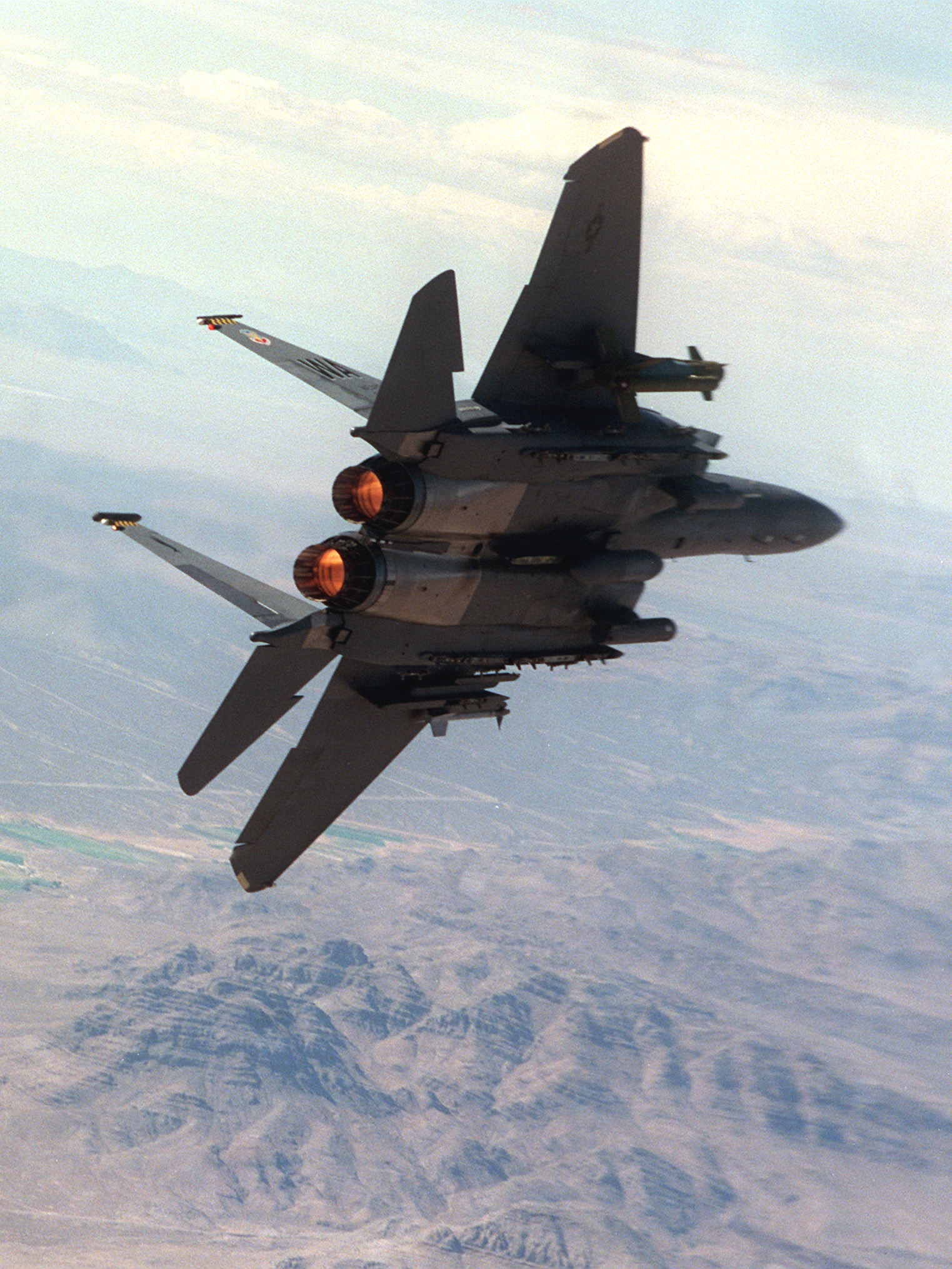
비행 중인 F-15E

F-15E의 종심 타격 임무는, 원래 "공대지를 위한 한 치의 고려도 없다(Not a pound for air-to-ground)."는 주문에 따라 순수 제공 전투기로 기획된 F-15의 임무와는 근본적으로 다르다. 하지만, 기본적인 기체가 아주 유능한 전폭기를 만들어내는 데 충분할만큼 융통성이 있었다. 지상 공격을 위해 만들어졌으면서도, F-15의 막강한 공대공 능력을 그대로 보유하였기 때문에, 적기에 대한 자체 방어를 할 수가 있다.
F-15E는 조종사 훈련석이 있는 F-15D의 개량형이다. F-15B에서 조종사 훈련석으로 쓰이는 뒷자리에, F-15E는 무기관제사(Weapon System Officer(WSO), '위조'라고 발음한다.)가 앉게 되는데, WSO는 공대지와 관련된 항공 전자 장비를 조작한다. WSO는 레이다, 전자전 장비, 적외선 감지 장치로부터 오는 정보를 4개의 스크린에 출력할 수 있으며, 기체나 무기의 상태 및 만일의 위협 등을 감시하거나, 목표물을 조준하며, 또 디지털 지도("electronic moving map)"를 이용해서 비행기를 순항시킨다. 양 손으로 조작하는 제어 장치를 이용해서 새로운 출력을 선택하거나, 조준 정보를 세밀히 조정할 수 있으며, 표시 장치 옵션 '메뉴'에서 선택함으로써, 출력되는 정보들을 한 스크린에서 다른 스크린으로 옮겨 표시할 수 있다.
비행 거리를 늘리기 위해, F-15E는 공기 흡입구 옆에 기존의 연료 탱크보다 항력을 적게 받는 두 개의 컨포멀 연료 탱크를 장착한다. 그것들은 750갤런(2,800리터)의 연료를 담고, 또한 6개의 무기 장착대(하드 포인트)가 있다. 그러나 기존의 연료 탱크와는 다르게 비행 도중 버릴 수 없으며, 따라서 비행 거리 증가라는 이점은 늘어난 무게와 항력으로 인하여 F-15에 비해 성능이 떨어지는 단점을 수반한다. 똑같은 연료 탱크를 F-15C에도 장착할 수 있으나, 비행 거리를 늘리기 위해 성능을 떨어뜨리므로 '제공'(Air Superiority)이라는 원래의 전투기 목적을 고려해 볼 때, 장착시에 중량으로 인해 기동력이 약간 저하된다.
스트라이크 이글의 전술 전자전 장비(tactical electronic warfare system(TEWS))는 적의 탐지/공격 시도에 대한 모든 대응책을 기체에 내장하고 있다: 레이다 경보 수신기(RWR, Radar Warning Receiver), 레이다 교란기(Radar Jammer), 레이다, 그리고 채프/플레어 발사기 등이 TEWS에 포함되어, 적에 의한 발견/추적을 대비할 수 있다.
레이저 자이로스코프를 사용하는 관성 항법 시스템(INS)은 끊임없이 비행기의 위치를 파악해서, 그 정보를 중앙 컴퓨터와 다른 시스템들에게 제공한다. 예컨대 두 좌석(cockpit)에서 볼 수 있는 디지털 지도(Digital Map)도 그 중 하나이다.
APG-70 레이다 시스템은 조종사들에게 보다 먼 거리의 지상 목표물을 탐지할 수 있게 한다. 이 시스템의 기능 중 하나는 목표 지역을 쭉 탐색한 후에, 조종사는 공대지 지도를 저장(freeze)하고, 공중의 위협을 제거하기 위해 공대공 모드로 변경 가능하다는 점이다. 공대지 무기를 발사하고 유도하는 동안에도, WSO는 지상 목표물을 지시(designates)하거나, 조종사는 공대공 목표물을 탐지, 조준할 수 있다.
저고도 항법과 밤을 위한 적외선 조준 시스템인 랜턴(LANTIRN)은 정밀유도와 비유도 등의 다양한 무기로 지상목표물을 공격하기 위해 밤과 어떤 기상조건에서도 비행기를 저고도로 날 수 있게 한다. 랜턴 시스템은 기체의 외부에 장착되는 2개의 포드로 이루어져있는데, 이것은 주/야간이나 안 좋은 날씨일 때도 F-15E가 무기를 발사/명중시키는 데에 비교할 수 없는 정확성을 제공한다. 또한 야간에는 랜턴으로부터의 영상을 전방 상향 시현기(HUD:Head Up Display)에 표시할 수 있는데, 주간 비행시 조종사가 보는 것과 동일한 영상을 보여줄 수 있다.
항법포드는 지형추적 레이다를 탑재하고 있다. 그것은 조종사에게 HUD에 표시되는 큐를 따라 매우 낮은 고도를 안전하게 날 수 있도록 해준다. 오토파일럿 또한 가능하게 한다.
타겟팅 포드는 레이저 지시기와 추적 시스템을 탑재하고 있다. 이것은 10마일(16km)에서 파괴할 적을 표시한다. 한 번 추적이 시작되면, 목표 정보는 자동으로 적외선 공대지 미사일 또는 레이저 유도 폭탄에게 전달된다.
공대지 미션을 위해, F-15E는 미 공군이 보유한 대부분의 무기를 탑재할 수 있다. 또한 공대공 임무를 위해 AIM-9 사이드와인더, AIM-7 스패로우, AIM-120 암람을 장착할 수 있다. F-15와 같이, 스트라이크 이글은 또한 제네럴 일렉트릭의 M61A 20 밀리미터 기관포를 내부 장착하고 있다.

## 기타
F-15E는 동체의 공기흡입구 측면에 일체형 컨포멀 탱크와 3개 보조연료탱크, Mk 84급 폭탄 등 최대 11t의 무장을 장착하고도 이륙이 가능하도록 개량했다. 이를 위해 기본 외형은 F-15D와 같으면서도 기체에 티타늄 합금을 많이 사용하여 구조를 강화하는 등 설계를 대폭 변경했다. 또한 야간/전천후에서도 정밀한 지상공격능력을 지니도록 레이다 및 화기관제장치, 공격·항법·통신 시스템을 강화하거나 신형으로 교체했다. 이러한 개량작업으로 공중전 전용 전투기였던 F-15는 공대지미사일을 비롯한 다양한 종류의 무장을 운용할 수 있는 능력을 갖추게 되었다. 이에 따라 다양한 무장 시스템을 조작할 화기관제사가 필요하게 되어 뒷좌석을 추가했다. 조종석의 계기판은 앞뒤 조종석 모두 컬러 CRT 모니터로 되어 있다. 레이다는 새로 개발된 I밴드의 APG-70으로 지상 정밀공격을 위한 합성개구레이다 성능을 추가했다. 또한 야간공격용 FLIR 및 광각 HUD가 장착되어 있으며 야간공격능력의 핵심장비인 랜턴 포드가 좌우 인테이크 아래쪽에 장착된다. 이들 전자장비는 3중 디지털 자동비행장치와 연결되어 전천후 지형추적 저공침입을 가능하게 한다.

## 제원

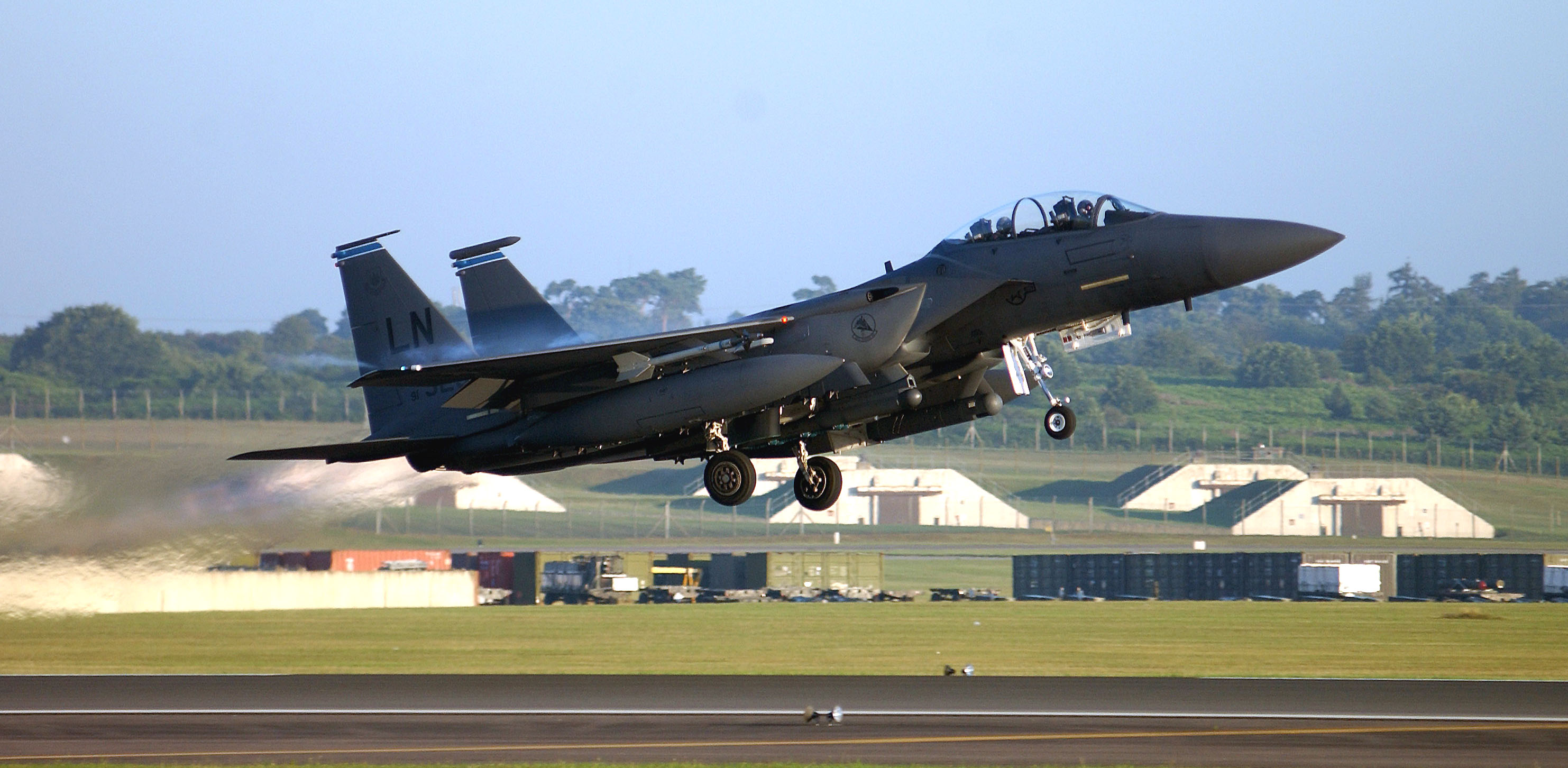
RAF Lakenheath 공군기지에서 제48 전투 비행단 휘하 492 비행 대대의 F-15E가 이륙하는 모습

### 일반 특성
- 승무원 : 2
- 기체 길이(Length) : 19.45 m (69 ft 9 inches)
- 날개폭(Wingspan) : 13.05 m (42 ft 9 inches)
- 높이(Height) : 5.6 m (18.5 ft)
- 날개 면적(Wing area) : 56.5 m2 (608 ft2)
- 경하 중량(Empty weight) : 31,634 lb (14,379 kg)
- 무장 탑재 중량(Loaded weight) : 45,000 lb (20,411 kg)
- 최대 이륙 중량(Max takeoff weight) : 81,000 lb (36,700 kg)
- 최대 무장 탑재량(Full Loaded) : 24,493 lb (11,120 kg)
- 공중 급유 방식 : 붐 방식
- 레이다(Radar) : AN/APG-70, 차차 APG-82(v)1 AESA
- 엔진(Power plant) : 2×Pratt & Whitney F100-229 a/b turbofans, 각 29,160 lbf (131 kN)의 추력
- 추력대중량비(Thrust/weight) : 1.03 (경하 중량 + 최대 무장 탑재 / 연료 제외)

### 성능
- 최대 속도(Maximum speed) : 마하(Mach) 2.3 ~ 2.5 (1,650+ mph, 2,660+ km/h)
- 전투 반경(Combat radius) : 1,800 km
- 항속 거리(Ferry range) : 5,800 km(CFT + 외부 연료탱크 3개 장착시) 4,445 km(CFT)
  - 공대공 / 공대지 미사일 모두 장착, 최대 연료량 탑재한 후 항속 거리 (Full Loaded weight-Range): 1,800 km
- 실용 상승 한도(Service ceiling) : 63,100 ft / 100,000 ft (ultimate)
- 레이다(RADAR) : AN/APG-70

### 무장
- 기총(Guns) : 1× 20 mm M61A1 Vulcan, 510 발(rounds)
- 공대공 미사일(Air-to-air Missiles)을 사용할 경우
  - 8발× 암람 (AIM-120 AMRAAM) 또는
  - 4발× 사이드와인더 (AIM-9M sidewinder)와 4발× 스패로우 (AIM-7M Sparrow)
    - 그리고 610 갤런 (gallons)의 연료탱크 (drop tank) 2개
- 공대지 미사일(Air-to-surface missiles)을 사용할 경우
  - 4발× 메버릭 (AGM-65 Maverick) 과 4발× 사이드와인더와 4발× 스패로우 또는
  - 2발× AGM-84L 하푼 Block 2과 4발× 암람 또는
  - 2발× AGM-84K SLAM-ER과 4발× 암람 또는
  - 2발× AGM-130과 4발× 암람
  - AGM-154 JSOW
  - AGM-158 JASSM
- 폭탄(bombs), 지상 타격시
  - 26발× Mark 82 bomb 과 4발× 사이드와인더
  - 7발× Mark 84 bomb과 4발× 암람
  - 24발× CBU-87 Combined Effects Munition과 4발× 사이드와인더
  - CBU-89 Gator
  - CBU-97 Sensor Fuzed Weapon
  - CBU-103 CEM
  - CBU-104 Gator
  - CBU-105 SFW
  - 1발× GBU-10 Paveway II와 8발× GBU-12 Paveway II과 4발× 암람
  - 2발× GBU-10 Paveway II와 4발× 암람 그리고 610 갤런 (gallons)의 연료탱크 (drop tank) 3개
  - GBU-15
  - GBU-24 Paveway III
  - GBU-27 Paveway III
  - GBU-28
  - GBU-31 JDAM
  - GBU-38 JDAM
  - GBU-39 Small Diameter Bomb
  - GBU-54 Laser JDAM
- 핵무기(nuclear weapon), 전술병기
  - B61 항공기용 전술 수소폭탄
  - B83 항공기용 전략 수소폭탄

## 파생 기종

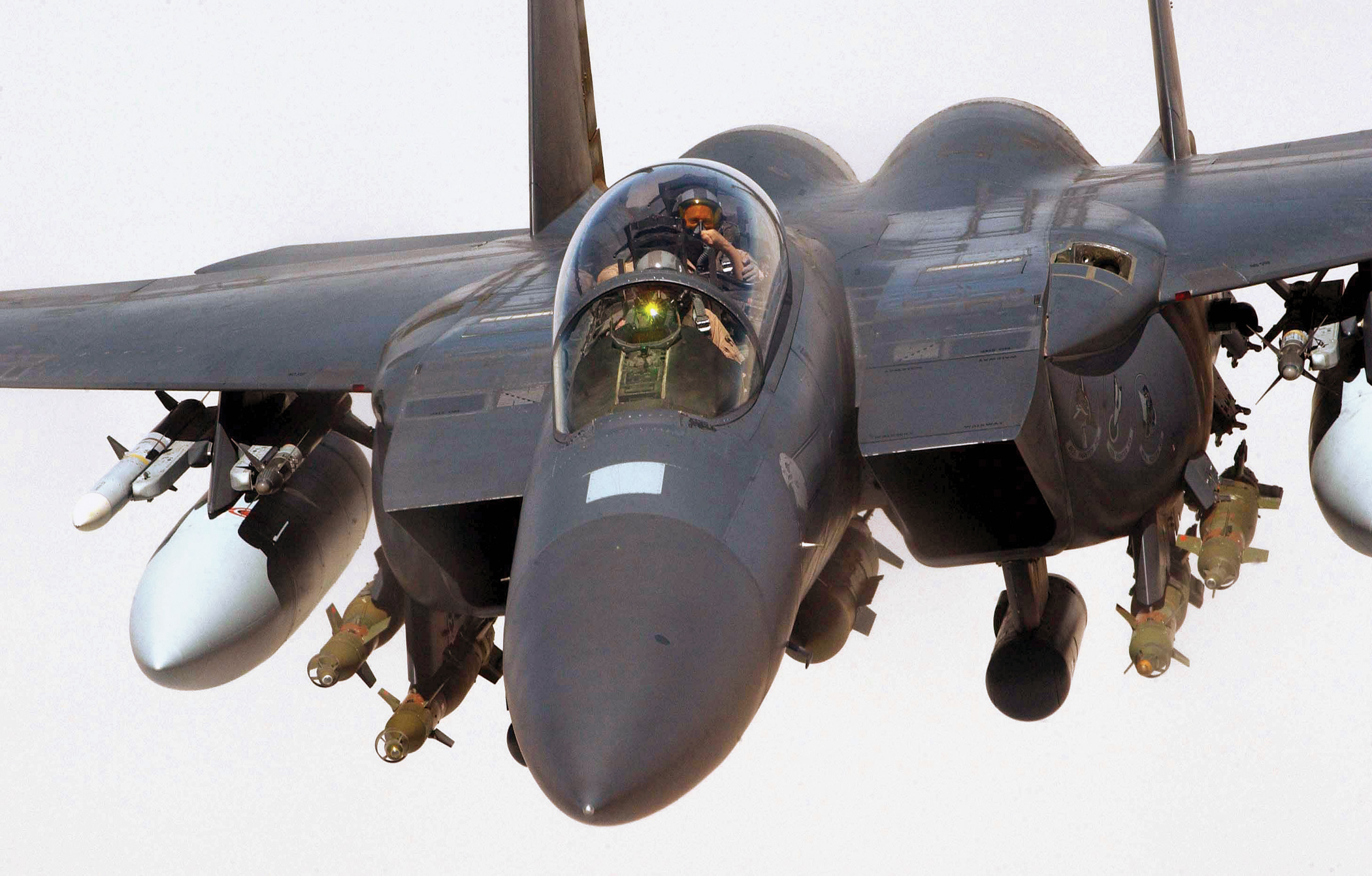
F-15E 스트라이크 이글, 2004년 이라크

- F-15A
- F-15B
- F-15C
- F-15D
- F-15E
- F-15I
- F-15K
- F-15S
- F-15SG

### 제안 기종
2009년 3월 17일, 보잉사에서는 제5세대(또는 4.5세대) 전투기로서 무장을 내부에 탑재하고 레이다를 흡수하는 재료를 사용한 F-15SE 사일런트 이글을 공개하였다. 레이다의 반사를 줄이기 위해 수직 꼬리 날개를 바깥쪽으로 15˚ 기울인 것이 특징이다. F-15SE는 특히기존 F-15의 사용국인 이스라엘, 사우디 아라비아, 일본, 대한민국을 판매 목표로 하고 있다.

## 운용 현황
F-15E는 현재 노후화된 F-111을 완전히 대체하여 미 공군 항공차단작전의 핵심전력을 담당하고 있다. 현재 미 공군이 보유하고 있는 F-15E는 모두 224대이다. 미 공군의 F-15E는 APG-70 레이다를 APG-82(V)1 AESA 레이다로 교체중에 있으며, 전방석에서 헬멧장착시현장치(JHMCS)를 운용하도록 개조 중이다. 이 밖에 각종 신형 정밀유도무기를 운용할 수 있도록 지속적인 성능개량을 실시하고 있다. F-15E는 걸프전에서 실전에 데뷔한 이후 뛰어난 폭장능력과 정밀타격능력을 인정받아 언제나 최일선에 투입되고 있다. 미 공군은 2025년 이후에도 F-15E를 운용할 계획이다.

### 대한민국의 F-15K
대한민국은 F-15 보유국 중 하나다. AN/APG-63(v)1을 탑재한 F-15K를 59대 운용하고 있다.

### 사우디 아라비아의 F-15S와 F-15SA
사우디 아라비아는 미국,일본에 이어 3번째로 많은 F-15를 가진 보유국이다. 60여대의 F-15C/D. 70대의 F-15S. 총 130여대의 F-15를 보유하면서, 300~350대를 보유한 미국, 220대를 가진 일본에 이어 3번째로 많은 국가였다. 84대의 F-15SA를 주문하면서 210대를 보유하게 됐다. F-15SA는 2016년부터 2019년까지 도입될 예정이다.

### 싱가포르의 F-15SG
싱가포르는 AESA를 탑재한 F-15를 운용하는 공군 강국이다. 40여대의 F-15SG는 동남아시아 최강 전투기로 평가받는다.

### 이스라엘의 F-15I
이스라엘은 2조원의 사업을 벌여 21대의 F-15I를 도입했다. F-15C/D를 운용하던 기존의 이스라엘 공군은 F-15E의 AN/APG-70 레이다가 필요했다. 그래서 F-15I를 도입했는데, 이제 이스라엘의 F-15는 70여대에 이른다. F-15I는 한대당 900억원꼴로 샀다.

## 참고 자료
이 문서는 퍼블릭 도메인인 미국 정부 사이트의 정보를 담고 있다. USAF Website

## 같이 보기
- 미국의 군용기 목록
- 전투기 목록
- 21세기 전투기의 비교
- 무기 목록
- 미사일목록
- F-15SE 사일런트 이글
- F-15K
- 보잉 F-15SG